# Aéroport international Ahmed-Sékou-Touré
Pour les articles homonymes, voir CKY.
L'aéroport international Ahmed-Sékou-Touré, anciennement « Aéroport international de Conakry », ou « Gbessia International Airport » (code IATA : CKY • code OACI : GUCY), est un aéroport assurant des vols intérieurs et internationaux desservant la ville de Conakry, capitale de la Guinée.

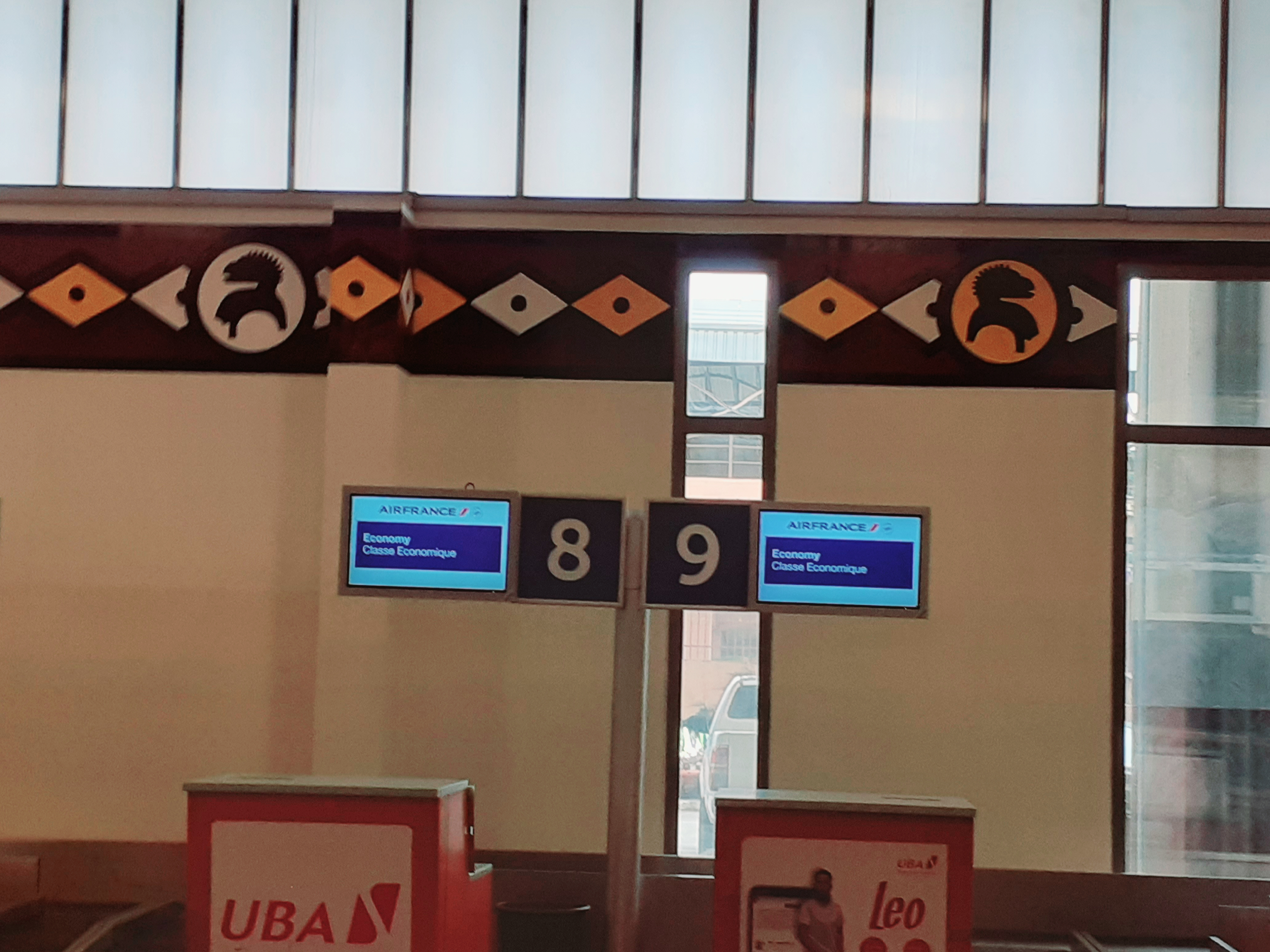
Salle d'enregistrement.

## Situation
L'aéroport se trouve à 13 km au nord-est du centre-ville Kaloum ; sur l'autoroute Fidel Castro, on y trouve des taxis à la sortie, ainsi qu'un service de navettes des hôtels.
| \| 50 km1:11 257 000 \| Conakry Kamsar Boké Fria Labé Faranah Kankan Siguiri Kissidougou Macenta Kérouané - Gbenko N'Zérékoré |
| 50 km1:11 257 000 |

## Organisation de l'aéroport
Divisé en deux sections, vols intérieurs et vols internationaux, l'aéroport international partage également le terrain avec l'armée de l'air guinéenne. Le plus gros gabarit accepté est le B747.

## Histoire

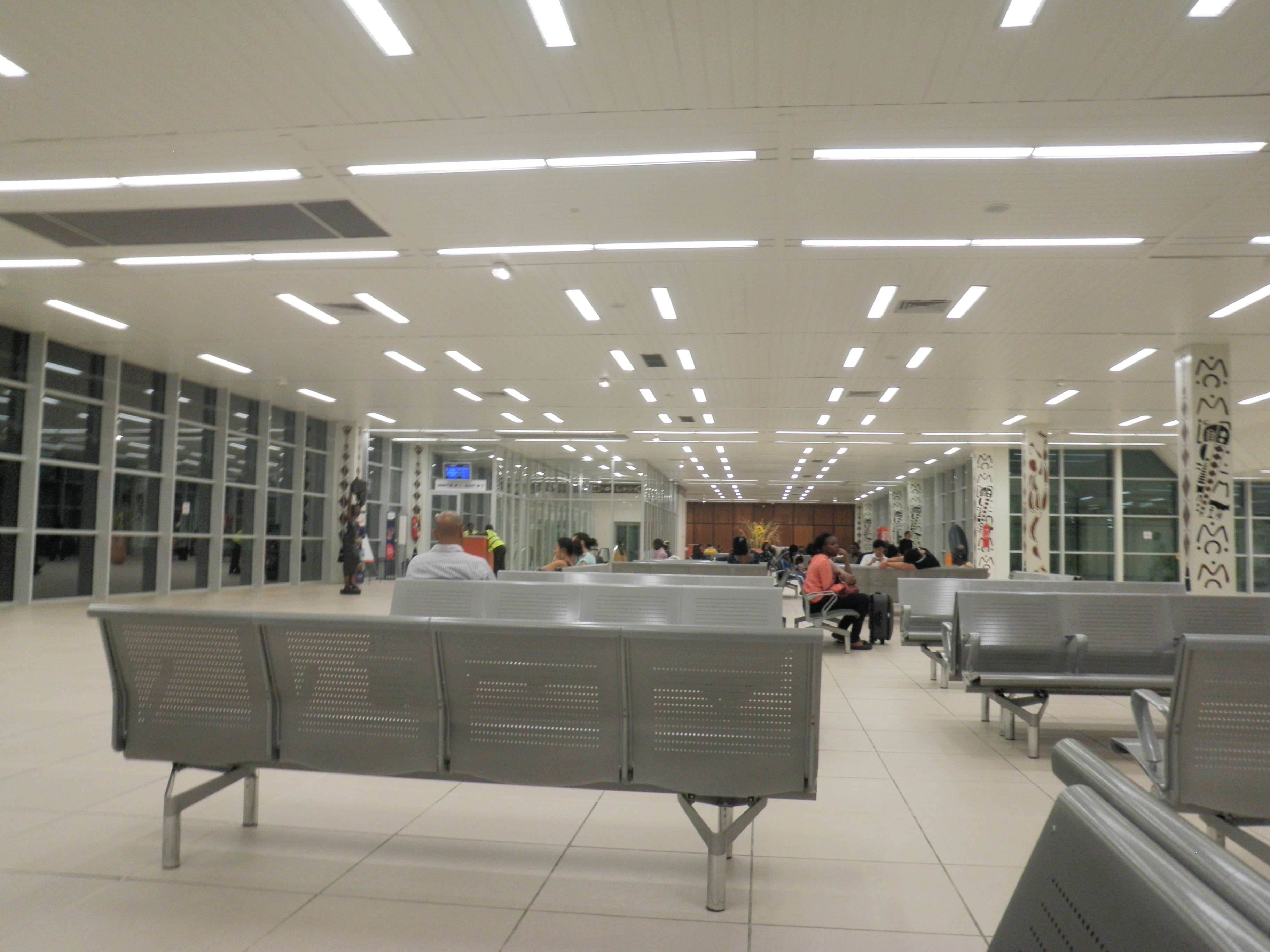
Salon des départs.

L'aérogare a été construite et inaugurée en 1985, conçue par Paul Andreu. L'aéroport est géré par la SOGEAC (Société de gestion et d'exploitation de l'aéroport de Conakry) détenue par l'État guinéen, la Chambre de commerce de Bordeaux ainsi que Aéroports de Paris Management (ADPM).
En 2009 commencent des travaux de rénovation pour un coût de 60 milliards de francs guinéens (environ 85 millions d'euros), en vue de porter la capacité d'accueil à 1,1 million de voyageurs par an (contre 0,3 0,3 million) et à réhabiliter les structures. On a parlé également de « délocaliser » l'aéroport à une soixantaine de kilomètres au sud de la capitale, dans la région de Forécariah. L'aéroport de Conakry a accueilli 396 300 passagers en 2016, contre 309 269 passagers en 2015 (une augmentation de 14 %). La seconde phase de l'extension comprend la construction d'un point de rencontre. Ce dernier abrite 4 banques et 3 points de vente d'opérateurs téléphoniques (Orange Guinée, MTN Guinée et Cellcom Guinée).
En 2016, on accuse le contrat d'exploitation signé avec Aéroport de Paris (ADP), car d'après le ministre des Transports la politique de cherté mise en place par ADP a assis le monopole de la compagnie française Air France. Mais depuis la fin de l'épidémie d'Ebola, une hausse du trafic aérien en Guinée a conduit plusieurs compagnies à revenir ou ouvrir de nouvelles liaisons (environ 6 entre 2016 et 2017). Le monopole d'Air France n'est donc plus ce qu'il était, notamment avec une concurrence directe de Aigle Azur sur un axe très fréquenté Paris-Conakry.
Face à la hausse du trafic (527 000 passagers en 2018), le gouvernement guinéen conçoit avec la SOGEAC une extension de l’aéroport pour accroître la capacité à 1,5 million de voyageurs.
En février 2020, la SOGEAC est remplacée par la Société de gestion de l’aéroport de Gbessia (SOGEAG). Les trois actionnaires sont l’État guinéen (34 % des parts), Aéroports de Paris (33%) et Africa 50 (33 %). Ils signent une convention de concession de vingt-cinq ans pour le développement de l’aéroport. Le projet « comprend la construction et l’exploitation d’un nouveau terminal pour les passagers domestiques et internationaux et les infrastructures y afférentes : une nouvelle aérogare pour le fret, une aire de stationnement, la rénovation et l’extension de la piste et des voies de circulation principales ».
En juillet 2020, le consortium choisit l'entreprise chinoise Weihai International Economic & Technical Cooperative (WIETC) pour assurer les travaux de modernisation et d’extension de l’aéroport.
Le 16 décembre 2021, le colonel Mamadi Doumbouya change le nom pour « Aéroport international Ahmed-Sékou-Touré » en l'honneur du premier président de la Guinée et malgré le rappel par l'AVCB des crimes qui lui sont imputés.
Le 13 décembre 2022, l’Etat guinéen devient à 100 % propriétaire de la SOGEAC, en faisant l'acquisition des 49 % des actions détenues par les Aéroports De Paris (ADP), l’Agence Française de Développement (AFD) et la Chambre de Commerce et d’Industrie de Bordeaux (CCIB) au sein de la Société de Gestion et d’Exploitation de l’Aéroport de Conakry (SOGEAC).
Le 9 juillet 2025, elle devient la Société de gestion des aéroports de Guinée (SOGEAG).

## Statistiques
L'Association internationale du transport aérien prévoit une croissance du trafic de plus de 8 % en Guinée avec un doublement chaque décennie.
Le graphique qui aurait dû être présenté ici ne peut pas être affiché car il utilise l'ancienne extension Graph, désactivée pour des questions de sécurité. Des indications pour créer un nouveau graphique avec la nouvelle extension Chart sont disponibles ici.

Voir la requête brute et les sources sur Wikidata.

## Les compagnies

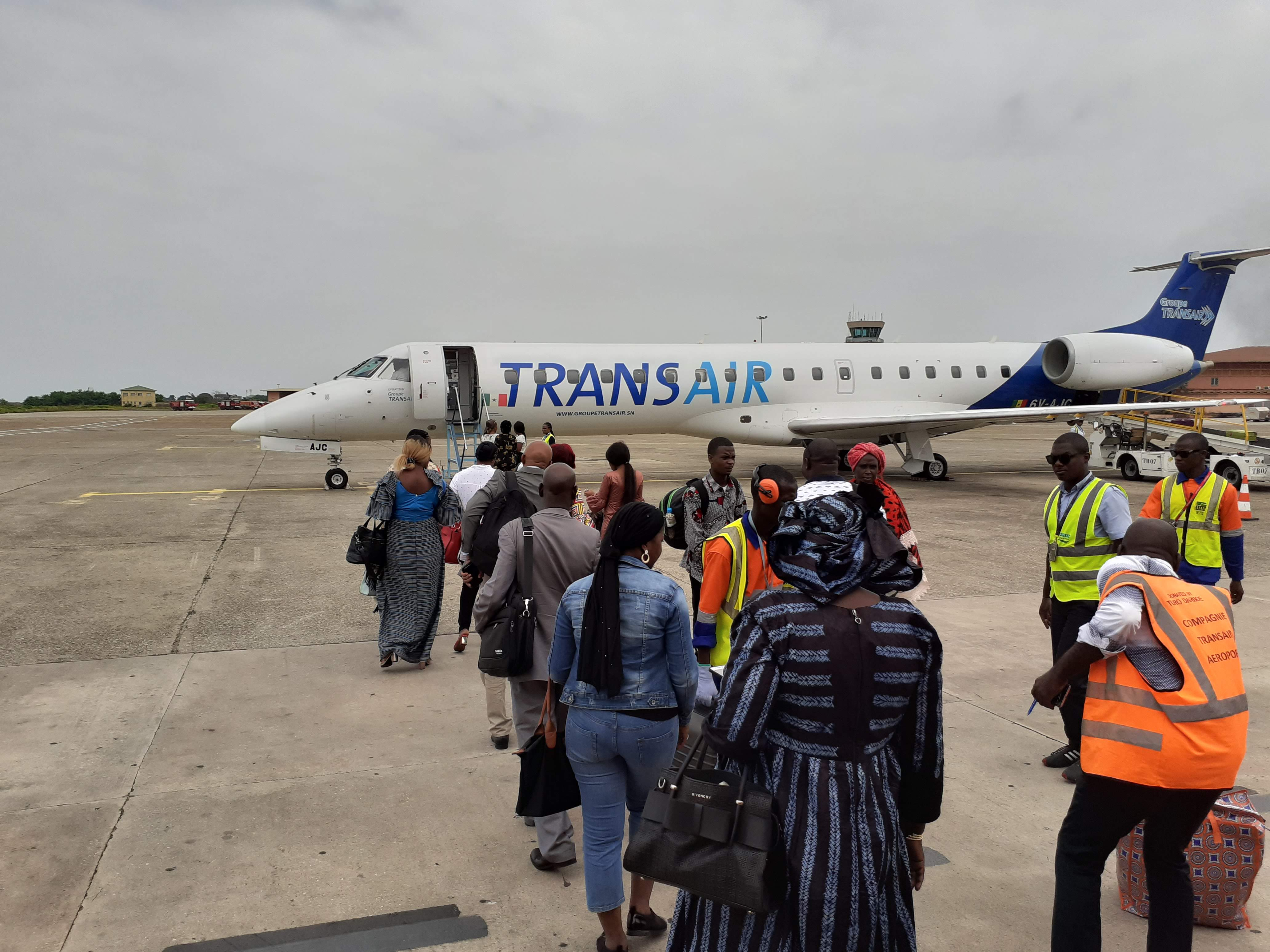
Trans Air à Conakry à destination de Dakar.

À la suite de la disparition de Air Guinée, les vols intérieurs sont pour la plupart assurés par des vols privés.
Plusieurs compagnies assurent des vols internationaux et régionaux tel que Air France, Brussels Airlines, Emirates, Royal Air Maroc, Air Côte d'Ivoire, Asky, Mauritania Airlines, Transair et Aigle Azur. Tunisair devrait ouvrir une ligne Conakry-Dakar-Tunis. Rwandair devait ouvrir en janvier 2017 une ligne Conakry-Kigali via une escale, mais la liaison n'était pas ouverte en octobre 2017. Air Algérie a elle aussi prévu de se poser à Conakry pour 2017. Une nouvelle compagnie aérienne guinéenne privée, est basée à Conakry, il s'agit de Guinea Airlines. Ethiopian Airlines a relancé depuis 2017 sa liaison Conakry-Addis-Abeba, avec cinq rotations hebdomadaires via Abidjan.
Turkish Airlines a ouvert sa liaison Conakry-Ouagadougou-Istanbul le 30 janvier 2017, avec 2 rotations hebdomadaires (le lundi et le jeudi) opéré en Boeing 737-900ER (16 en classe affaires et 135 en classe économique). La compagnie aérienne ghanéenne Goldstar Air avait pour projet de desservir Conakry à partir de 2017.
Tap Air Portugal dessert Conakry depuis début juillet 2019, 3 fois par semaine, soit le dimanche, le mercredi et le vendredi.

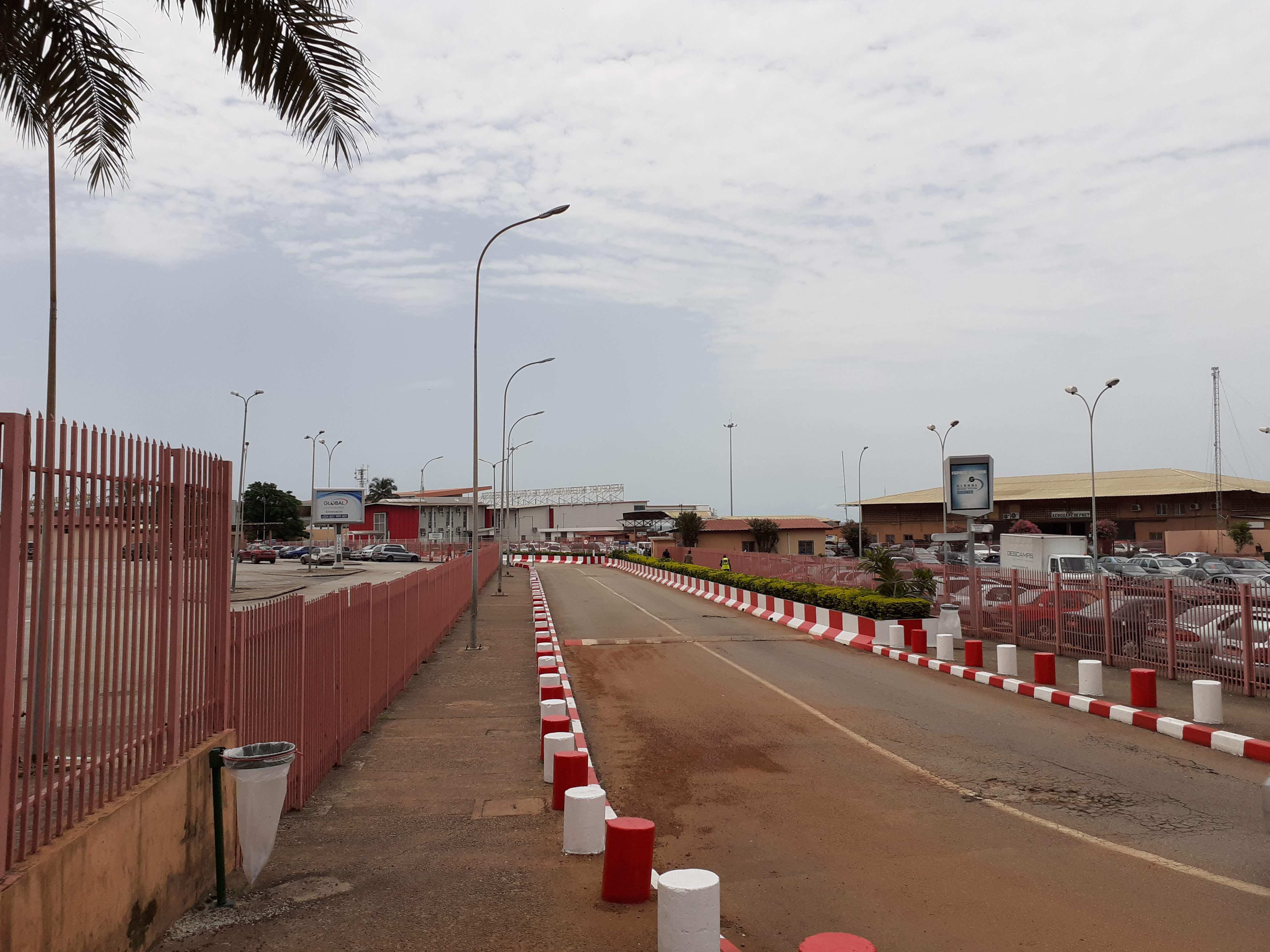
Entrée de l'aéroport.

## Compagnies et destinations
| Compagnies          | Destinations                                                                                   |
| ------------------- | ---------------------------------------------------------------------------------------------- |
| Air Côte d'Ivoire   | Abidjan-F.-H.-Boigny                                                                           |
| Air France          | Bamako-M. Keïta, Nouakchott-Oumtounsy, Paris-Charles de Gaulle                                 |
| Air Senegal         | Dakar-B. Diagne                                                                                |
| ASKY Airlines       | Bamako-M. Keïta, Lomé-G. Eyadéma                                                               |
| Brussels Airlines   | Bruxelles-National, Dakar-B. Diagne                                                            |
| Emirates            | Dubaï                                                                                          |
| Ethiopian Airlines  | Abidjan-F.-H.-Boigny, Addis-Abeba Bole, Ouagadougou En saison : Médine-Prince M. Bin Abdulaziz |
| Mauritania Airlines | Dakar-B. Diagne, Nouakchott-Oumtounsy                                                          |
| Royal Air Maroc     | Casablanca-Mohammed-V                                                                          |
| TAP Air Portugal    | Lisbonne-H. Delgado                                                                            |
| Tunisair            | Dakar-B. Diagne, Tunis-Carthage                                                                |
| Turkish Airlines    | Istanbul, Ouagadougou                                                                          |

Actualisé le 6/08/2023

### Cargo
| Compagnies        | Destinations                                                                    |
| ----------------- | ------------------------------------------------------------------------------- |
| Air France Cargo  | Paris-Charles de Gaulle                                                         |
| Emirates SkyCargo | Dubaï Al Maktoum, Nairobi-J. Kenyatta                                           |
| Ethiopian Cargo   | Addis-Abeba Bole, Shanghai-Pudong                                               |
| Magma Avation     | Londres-Gatwick, Johannesbourg OR Tambo, Luxembourg-Findel, São Paulo/Guarulhos |
| Turkish Cargo     | Istanbul, Liège-Bierset                                                         |

## Incidents et accidents

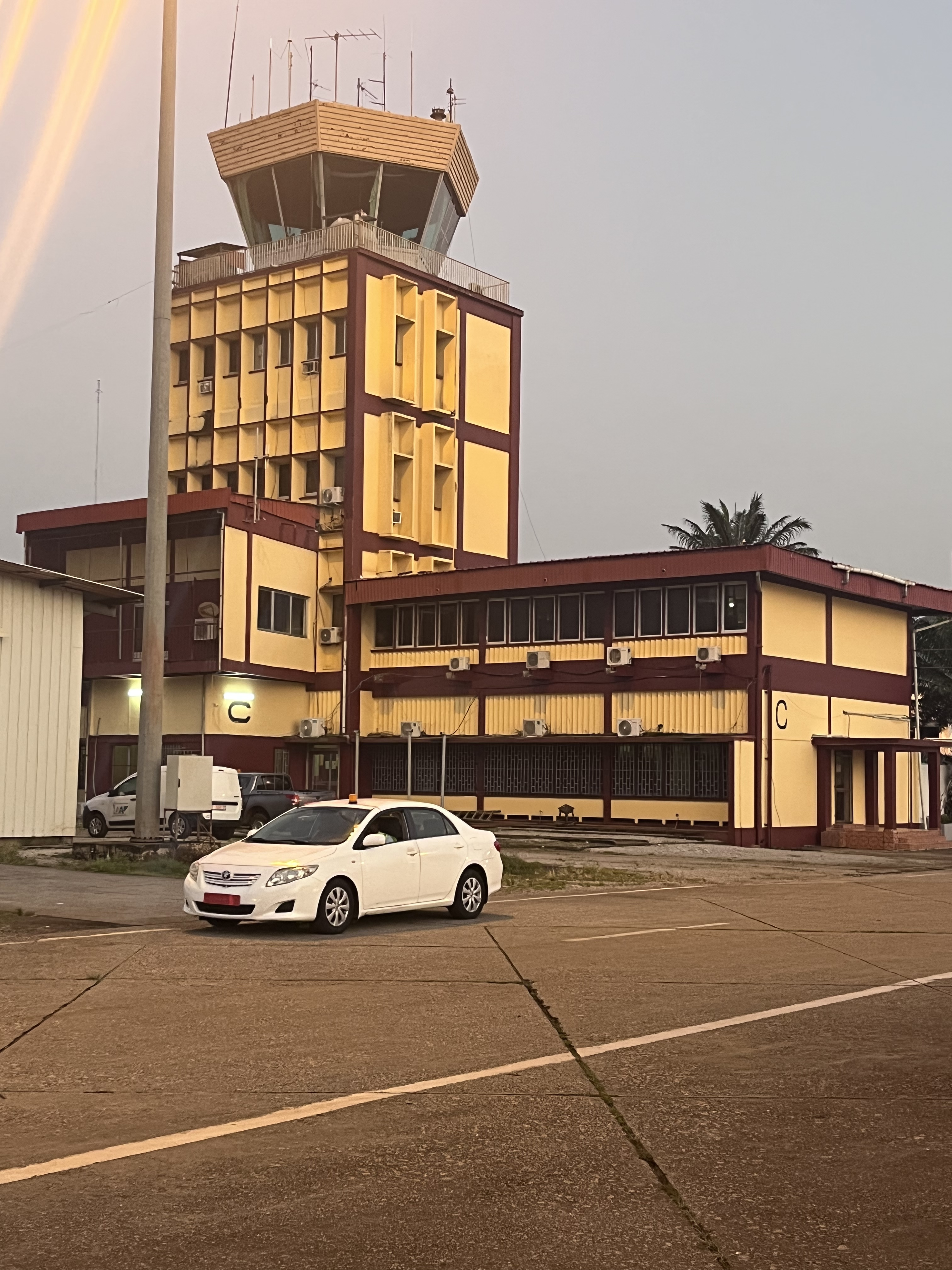

- Le 3 septembre 1978, un Iliouchine Il-18 d'Air Guinée effectuant un vol de Moscou à Conakry s'écrase dans un marais près de Conakry. Quinze des dix-sept occupants au total ont été tués. Un membre d'équipage et un passager ont survécu. L'avion a été détruit[20].

- Le 1er juillet 1983, un Chosonminhang (prédécesseur d'Air Koryo) Iliouchine Il-62M effectuant un vol international non régulier de passagers reliant l'aéroport international de Sunan à Conakry, via Kaboul et Le Caire, s'écrase dans les montagnes du Fouta Djallon en Guinée. Les dix-sept passagers et six membres d'équipage à bord ont été tués et l'avion a été détruit[21].

- Le 19 novembre 2000, un McDonnell Douglas DC-9 de Ghana Airways en provenance de l'aéroport international de Kotoka (à Accra) via Abidjan , Monrovia et Freetown avec 42 passagers et 8 membres d'équipage a effectué un atterrissage train rentré à Conakry. L'avion a été détruite[22].

- En 2007, un MiG-21 de l'armée de l'air guinéenne au départ de Conakry s'est écrasé sur le siège de la Radio Télévision Guinéenne. Le pilote russe s'est éjecté et n'a pas été blessé[23].

- Le 28 juillet 2010, un Boeing 737 de la Mauritanie Airways loué à Tunisair opérant de Dakar à Conakry avec 91 passagers et 6 membres d'équipage a dépassé le bout de piste sous une pluie battante. Il n'y a eu aucun mort, mais l'avion a été endommagé de façon irréparable[24].

- Le 2 septembre 2022, le moteur 2 du vol 1492 de TAP Air Portugal, un Airbus A320neo, a heurté une moto qui a traversé la piste 24 lors de la course à l'atterrissage de l'avion. Les deux motards à moto ont péri; cependant, personne à bord de l'avion n'a été blessé. Le moteur 2 de l'avion a été endommagé par la collision[25],[26].
- Le 8 février 2024, le groupe de hacker Anonymous lance une cyber attaques contre le site web officiel de l'aéroport, les contraignant a changer de site web le 12 février 2024.